# Coleton Fishacre

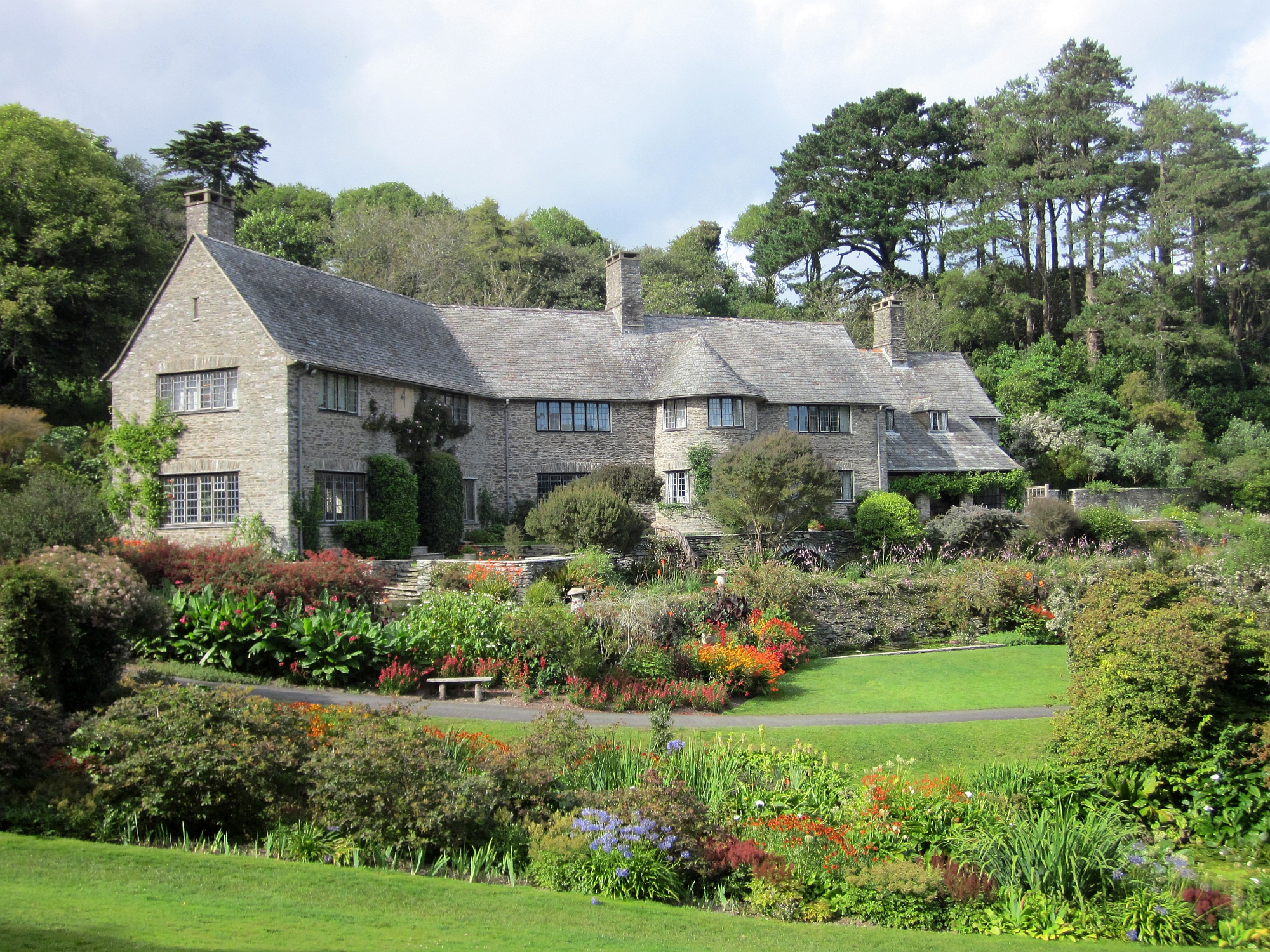
Coleton Fishacre House and Garden

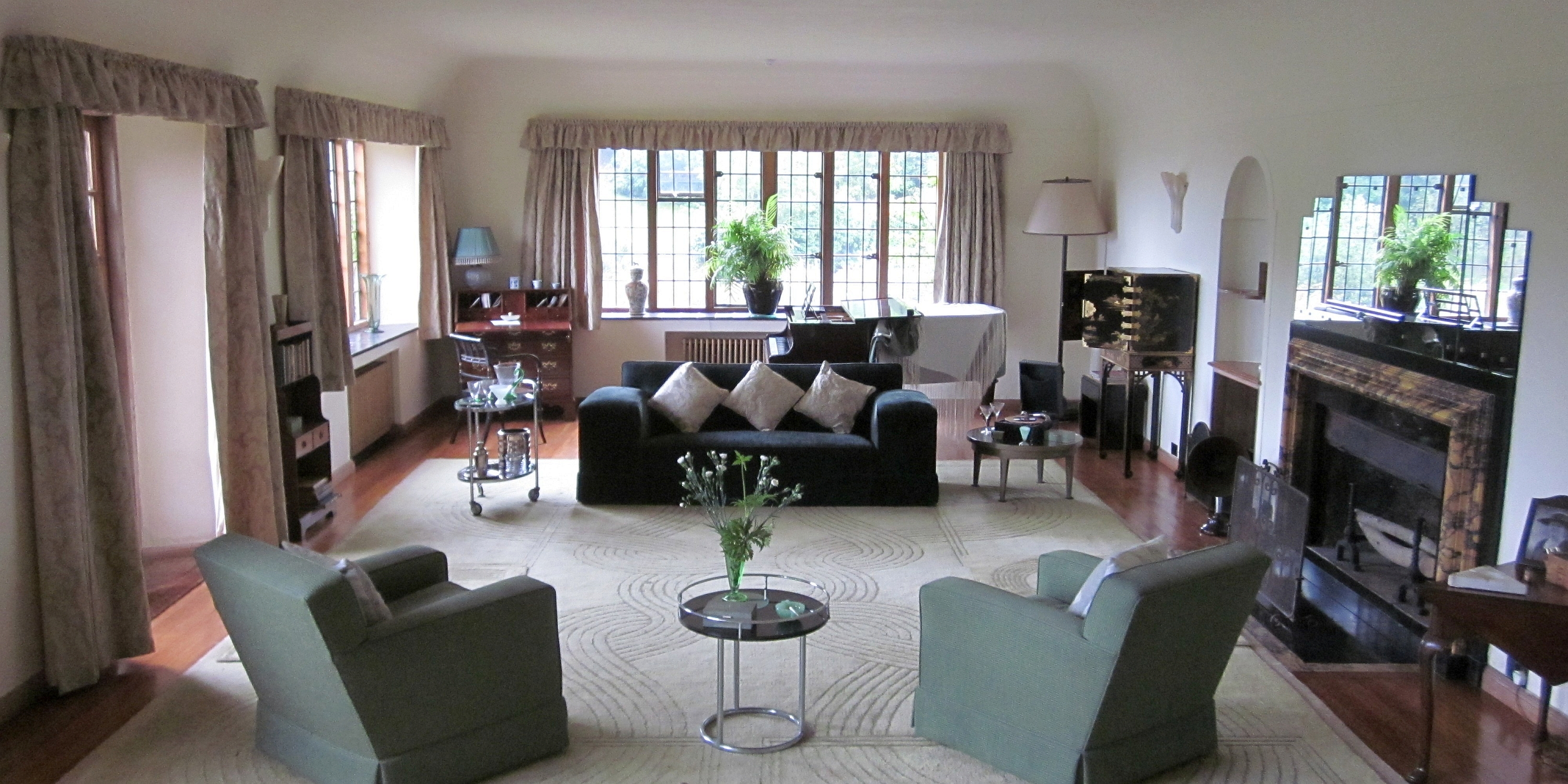
Salon im Wohnhaus

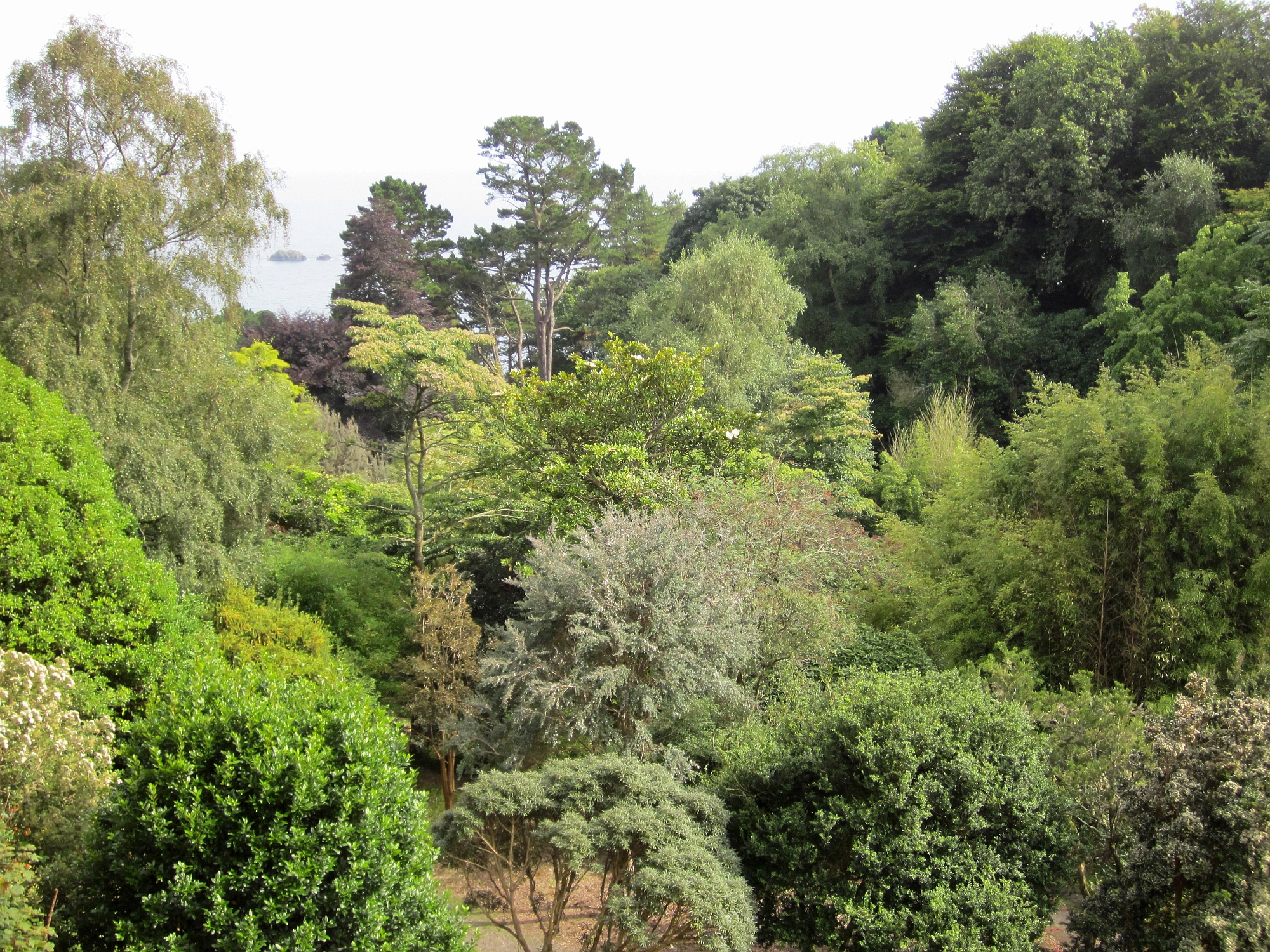
Garten zum Meer hin

Coleton Fishacre ist ein Anwesen aus den 1920er Jahren, das ein Haus im Stil des Arts and Crafts Movement und einen 10 Hektar großen Garten umfasst. Es liegt am Ärmelkanal in der Nähe von Kingswear in der Grafschaft Devon, England. Das Anwesen ist im Besitz des National Trust.

## Das Haus
Das große Wohnhaus des Coleton Fishacre wurde zwischen 1923 und 1926 als Landsitz für Rupert D’Oyly Carte (1876–1948), Sohn des Theateragenten und Impresarios Richard D’Oyly Carte, und seine Frau Dorothy Carte (1889–1977) errichtet. Der Architekt war Oswald Milne, ein ehemaliger Assistent Edwin Lutyens. Das Haus plante er nach den Grundsätzen des Arts and Crafts Movements. Im Vordergrund standen daher die Einfachheit des Designs und die hohe Qualität der handwerklichen Arbeit. Das Haus ist aus lokalem Schiefer mit einem Schieferdach erbaut. Das Innere des Hauses wurde dagegen im Stil des Art déco der 1920er Jahre ausgeführt. Die Innenausstattung folgt daher einem minimalistischen Design, das auf Ausschmückungen in den Zimmern und Gängen weitgehend verzichtet. Die hellen Zimmer mit Akzenten von starken Farben sind typisch für die 1920er Jahre.
Obwohl zunächst nur als Landsitz erbaut, wohnte Lady Dorothy ab den späten 1920er Jahren auf dem Anwesen als Hauptwohnsitz. 1932 verunglückte Michael D’Oyly Carte (1911–1932), der Sohn des Ehepaars, im Alter von 21 Jahren bei einem Verkehrsunfall in der Schweiz. Die Eheleute konnten den frühen Tod ihres Sohnes nicht verwinden und ließen sich 1941 scheiden. Nach der Scheidung übernahm deren Tochter Bridget D’Oyly Carte (1908–1985) das Haus. Ihr Vater, der zu dieser Zeit in London lebte, kam gelegentlich für verlängerte Wochenenden zu Besuch. Nach seinem Tod verkaufte sie das Haus 1949 an Rowland Smith, Inhaber eines Motorengeschäfts. Dieser beließ das Anwesen über die nächsten Jahrzehnte nahezu unverändert. 1982 gelangte das Anwesen in den Besitz des National Trust, der zunächst den Garten für den Publikumsverkehr öffnete. 1999 wurde das Wohnhaus  für Besucher zugänglich gemacht.

## Der Garten
Der Garten des Anwesens liegt abfallend zwischen dem Haus und dem Meer an einem Bach und endet am Pudcombe Cove. Der Garten wurde von Dorothy Carte angelegt und bietet heute seltene und exotische Pflanzen, die aufgrund des milden Golfstroms an diesem Teil der Küste von Devon wachsen können. In den 1930er Jahren waren sechs Gärtner beschäftigt, um den Garten zu pflegen, wohingegen sich vier Angestellte um den Haushalt kümmerten.